# Бисо (Де Севр)
Бисо (фр. Busseau) насеље је и општина у западној Француској у региону Поату-Шарант, у департману Де Севр која припада префектури Ниор.
По подацима из 2011. године у општини је живело 753 становника, а густина насељености је износила 27,23 становника/km². Општина се простире на површини од 27,65 km². Налази се на средњој надморској висини од 110 метара (максималној 245 m, а минималној 77 m).

## Демографија
| 1962. | 1968. | 1975. | 1982. | 1990. | 1999. | 2011. |
| ----- | ----- | ----- | ----- | ----- | ----- | ----- |
| 931   | 1.025 | 918   | 840   | 780   | 754   | 753   |

График промене броја становника у току последњих година